# Rating etico

## Definizione
Il rating è, in generale, una misura qualitativa attribuita ad un'emittente.
Il rating classico, quello definito di "merito creditizio", nasce per misurare la solidità finanziaria ed economica di un'emittente. Le misure classiche di valutazione partono dalla tripla A (AAA) come misura di massima solidità, sino alla B o alla C.
Il rating etico, o rating della sostenibilità, è anch'esso una misura, però nasce per fornire un livello qualitativo dell'emittente in riferimento ad altre questioni, diverse dalle dimensioni finanziarie. Si tratta di una evoluzione operativa, nata nel mondo della finanza, della dottrina della responsabilità sociale d'impresa.
Secondo l'Enciclopedia Treccani, il termine viene diffuso, definito ed utilizzato in Italia a partire dal 2002/2004 dall'agenzia specializzata Standard Ethics.
Secondo queste prime definizioni, e più in generale, il "rating etico" esamina questioni attinenti alla governance, trasparenza, impatto ambientale ed altri aspetti tipici della responsabilità sociale d'impresa come quelli relativi alla legalità.

## Contesto
Numerose strutture attribuiscono delle valutazioni etiche o creano appositi indici o panieri su incarico (e ad uso) del mondo della finanza sostenibile. Non sempre i risultati sono resi pubblici e le differenze metodologiche possono essere ampie. Si tratta di case consulenza che sviluppano propri modelli di valutazione intorno ai principi della Responsabilità Sociale d'Impresa (RSI). Il meccanismo è "investor-pay model", cioè le valutazioni vengono prodotte su commessa, spesso di durata annuale, da parte di banche e fondi di investimento (vengono chiamate impropriamente "rating" - ma sono ricerche da committenti esterni). In particolare, i committenti sono gestori di fondi etici, i quali forniscono anche i vari parametri di valutazione da applicare (anche ad esclusione, ad esempio: no ad aziende che producono alcool; no a produttori di preservativi; oppure no ad aziende che producono armi etc.). Queste forme di analisi basate sulle richieste della committenza sono una delle ragioni di tanta eterogeneità di giudizio.
Il primo caso di una Agenzia di rating di sostenibilità che opera come quelle di merito creditizio, quindi con giudizi pubblici dalla metodologia standard, richiesti dall'impresa sotto rating, è quello della Standard Ethics di Londra. Il livelli del rating attribuito (Standard Ethics Rating) va da un massimo di tripla E (EEE), al più basso che è la F.
Le valutazioni di questa Agenzia intendono misurare in modo standard, senza possibilità di introdurre personalizzazioni, la distanza tra un'emittente ed i principi di governance e responsabilità sociale d'impresa promossi dell'Unione europea, dall'OCSE e dalle Nazioni Unite.